# Claudio Mantovani
Claudio Mantovani (Mantova, 1º luglio 1943) è un ex calciatore italiano, di ruolo portiere.

## Carriera
Dopo essere cresciuto calcisticamente nella squadra del suo paese di residenza, Castel d'Ario, Mantovani inizia a prendere confidenza con il professionismo giocando nel Valdagno militante in serie B.
Dopo una breve esperienza nel Casale in Serie C nel 1963 viene acquistato dal Milan. Salvo una breve parentesi in prestito al Saronno, Mantovani rimane quattro anni in rossonero alternandosi tra i pali con Luigi Balzarini, Mario Barluzzi e Pierangelo Belli.

Mantovani (in piedi, primo da destra) nel Perugia del 1970-1971

Alla fine il Milan lo cedette dapprima in prestito al Bari e poi a titolo definitivo all'Atalanta che non lo schiera mai in campo. In Serie B disputa da titolare due positive stagioni nel Perugia prima di approdare nel 1971-1972 al Cesena.
Nel 1972-1973 ottenne la prima promozione nella massima serie della società romagnola. Mantovani mantenne inviolata la sua porta per 1251 minuti, record assoluto per la Serie B e inferiore nell'intero settore professionistico solo alle prestazioni di Emmerich Tarabocchia (1791 minuti) nel 1974-1975, Antonio Gridelli (1531 minuti) nel 1970-1971 e Trevisan (1268 minuti) nel 1968-1969.
Confermato per l'anno successivo, inizia il campionato come titolare; dopo 9 giornate si infortuna al menisco cedendo il posto a Lamberto Boranga e chiudendo così la carriera professionistica.
In carriera ha totalizzato complessivamente 20 presenze in Serie A e 143 in Serie B.

## Palmarès

### Club

#### Competizioni nazionali
- Coppa Italia: 1

Milan: 1966-1967